# Accordo delle quattro potenze
L'accordo delle quattro potenze, noto anche come accordo quadripartito su Berlino o trattato su Berlino (in tedesco: Viermächteabkommen über Berlin), fu un accordo che si prefiggeva la regolamentazione dello status di Berlino stipulato il 3 settembre 1971 dai ministri degli esteri delle quattro potenze alleate.

## L'accordo

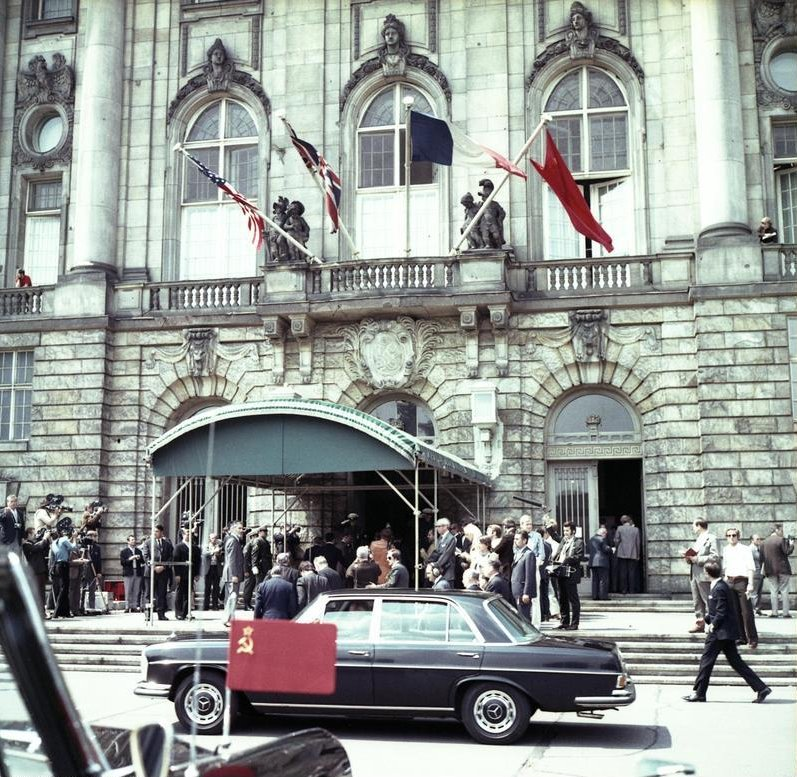
L'arrivo dei ministri degli esteri delle quattro potenze al palazzo della commissione alleata di controllo a Berlino-Schöneberg, per firmare il protocollo finale il 3 giugno 1972.

L'accordo fu siglato dai ministri degli esteri delle quattro grandi potenze vincitrici della seconda guerra mondiale (Alec Douglas-Home per il Regno Unito, Maurice Schumann per la Francia, William P. Rogers per gli Stati Uniti d'America e Andrej Gromyko per l'Unione Sovietica) al fine di confermare i diritti e le responsabilità delle quattro potenze riguardo al futuro di Berlino e della Germania intera (che l'Unione Sovietica aveva dichiarato decaduto come conseguenza della crisi di Berlino del 1961). L'accordo entrò in vigore il 3 giugno 1972, commemorato da una cerimonia presso il palazzo della commissione alleata di controllo a Berlino-Schöneberg, e fu applicato fino al 3 ottobre 1990. L'accordo formalmente non rappresentava un trattato e non necessitò di ratifica formale.
Esso fu redatto in inglese, francese e russo, i cui testi erano identici. Non esiste un testo originale in tedesco, ma fu tradotto successivamente, con alcune differenze nelle traduzioni adottate nei due Stati tedeschi.
Al fine di superare le divergenze sull'approccio del tema da parte dei quattro, la questione berlinese venne lasciata volutamente vaga così da non compromettere le differenti posizioni legali e di diritto dei due principali blocchi. La parola "Berlino", quindi, non fu mai citata nel documento, sostituita dalla dizione "zona in questione" (relevant area in inglese, région correspondante in francese, соответствующий район in russo).
All'atto pratico l'accordo spianò la strada ad una serie di concordati tra i due blocchi mirati a rivitalizzare i legami tra i due settori di Berlino, migliorandone i rapporti e facilitandone le comunicazioni, nonché semplificando gli spostamenti e gli attraversamenti soprattutto per i residenti della parte occidentale. Per contro le potenze del blocco occidentale rinunciavano alle richieste di annessione di Berlino Ovest alla Repubblica Federale Tedesca, riconoscendone lo status di territorio autonomo governato dall'Amministrazione (Senat) di Berlino Ovest.
Inoltre, assieme al trattato fondamentale del 1972, le due nazioni tedesche si riconobbero reciprocamente come stati sovrani, formalizzandone le relazioni commerciali, diplomatiche, comunicative, culturali e turistiche.

### Contenuti
L'accordo si compone di 3 parti a cui seguono 4 allegati.
Parte 1 - Disposizioni generali
La prima parte è sostanzialmente una dichiarazione d'intenti con cui le quattro parti si impegnavano a favorire la riduzione delle tensioni e rinunciare all'uso della forza nell'area di Berlino. Il testo ribadisce anche il rispetto dei rispettivi diritti e responsabilità e il divieto di modifiche unilaterali degli accordi.
Parte 2 - Disposizioni relative ai settori occidentali di Berlino
La seconda parte afferma che:
- l'Unione Sovietica permetteva senza impedimenti la circolazione in transito di persone e merci tra il Berlino Ovest e la Repubblica Federale Tedesca.
- Francia, Gran Bretagna e USA ribadivano che i settori occidentali di Berlino non fossero parte costituente del territorio della Germania Ovest, pur mantenendo e sviluppando i legami tra di essi.
- l'Unione Sovietica si impegnava a migliorare le comunicazioni e gli spostamenti dei residenti tra i settori occidentali di Berlino e i territori della Repubblica Democratica Tedesca. Il problema delle enclavi di Berlino Ovest, inoltre, sarebbe stato risolto con uno scambio di territori[6].
- permetteva la rappresentazione all'estero degli interessi del territorio di Berlino Ovest e viceversa le attività consolari dell'URSS nei settori occidentali di Berlino.

Parte 3 - Disposizioni finali
La terza parte concerne la data dell'entrata in vigore dell'accordo in funzione della messa in opera della seconda parte del testo.
Allegato I - Comunicazione del governo dell'URSS ai governi di Francia, Regno Unito e USA
Il primo allegato specifica, con riferimento al primo punto della parte 2, le modalità di trasporto dei beni e di spostamento delle persone attraverso la frontiera tra Berlino Ovest e la RDT e le ispezioni e controlli a cui essi erano soggetti.
Allegato II - Comunicazione dei governi di Francia, Regno Unito e USA al governo dell'URSS
Il secondo allegato ribadiva, con riferimento al secondo punto della parte 2, la separazione tra la Repubblica Federale Tedesca e Berlino Ovest e l'intenzione del governo della RFT di non applicare la legge fondamentale ai territori in questione.
Allegato III - Comunicazione del governo dell'URSS ai governi di Francia, Regno Unito e USA
Il terzo allegato spiega, con riferimento al terzo punto della parte 2, le modalità di miglioramento della mobilità dei residenti di Berlino Ovest verso i territori della RDT, per mezzo dell'apertura di ulteriori punti di attraversamento e dello sviluppo dei mezzi di comunicazione.
Allegato IV
Il quarto allegato afferma, con riferimento al quarto punto della parte 2, che le attività consolari, gli interessi e gli accordi internazionali per i residenti di Berlino Ovest venissero svolti dalla Repubblica Federale di Germania e che questi avessero possibilità di partecipare a scambi culturali e di ospitare incontri e conferenze di organizzazioni internazionali.

## Contesto storico e conseguenze
Le relazioni tra Germania Ovest e gli stati del blocco orientale erano praticamente stagnanti per i circa vent'anni che vanno dall'inizio dell'instaurarsi della dottrina Hallstein, verso la metà degli anni cinquanta, fino all'inizio degli anni settanta comprendendo i governi Adenauer.
La fine degli anni sessanta furono caratterizzati dai primi segni di distensione che gettarono le basi del movimento di riavvicinamento della RFT verso i Paesi oltre la cortina di ferro, noto come Ostpolitik. Gli accordi come il Trattato su Berlino e il Trattato fondamentale, riconoscendo le rispettive controparti, furono inizialmente visti come un fallimento della dottrina Hallstein e un allontanamento dagli ideali unitari. In realtà essi contribuirono ad allentare le tensioni tra Est e Ovest e a rafforzare i contatti tra le due Germanie, accelerando il processo che portò alla riunificazione tedesca del 1990.